# Recto
El recto (del latín rectum) es el último tramo del tubo digestivo, situado inmediatamente después del colon sigmoide. El recto recibe los materiales de desecho que quedan después de todo el proceso de la digestión de los alimentos, constituyendo las heces. El recto es la parte final del intestino grueso y tiene una longitud de 17,9 cm, y de aquí las heces fecales salen del cuerpo a través del ano.

## Estructura del recto
La histología del recto es similar a la del colon, salvo que presenta criptas de Lieberkuhn más profundas pero que se presentan en menor cantidad.
Las columnas de Morgagni son pliegues longitudinales de la mucosa, que se unen entre sí para formar las válvulas anales, que ayudan al ano a dar sostén a la columna de excremento.
El epitelio nos presenta una transición, desde un epitelio prismático a un epitelio pluriestratificado no cornificado. Luego el epitelio se queratiniza. La lámina propia alberga glándulas anales a nivel de la unión rectoanal y glándulas circumanales a nivel del extremo distal del conducto anal. La capa muscular de la mucosa tiene una constitución prototípica.
La submucosa alberga el plexo venoso hemorroidario interno y externo.
El esfínter anal interno corresponde a un engrosamiento de la capa circular interna de la capa muscular, por lo que está conformada por músculo liso. El esfínter anal externo está formado por músculos del suelo de la pelvis, y corresponde a músculo esquelético voluntario.

## Fisiología del recto
El recto es uno de los órganos más importantes en la defecación humana. La ampolla rectal sirve como almacenamiento temporal de las heces, debido a que las paredes rectales se distienden cuando se acumulan los excrementos en su interior. Los receptores de estiramiento del sistema nervioso vegetativo, situado en las paredes rectales, estimulan el deseo defecatorio. Si no se culmina la defecación, se inhibe el reflejo defecatorio, y las heces siguen acumulándose y continúa la absorción de agua por el recto, lo que provoca un endurecimiento de las heces y un estreñimiento.
Cuando el recto está lleno, la presión intrarrectal empuja a las paredes del canal anal, el recto se acorta y las ondas peristálticas propulsan las heces hacia el ano.

## Procedimientos médicos rectales
- Tacto rectal: es parte de la exploración física médica, para el diagnóstico de determinadas enfermedades como el cáncer de recto.
- Medicación endorectal: es la introducción de medicamentos en forma de supositorios o enemas en el recto.
- Electroeyaculación: es una forma artificial de producir la eyaculación para el tratamiento de la aneyaculación.
- Temperatura rectal: es más precisa y cercana a la temperatura del interior del cuerpo, superior a la de la superficie corporal como en las axilas. No se recomienda su medición con termómetro de mercurio, debido al riesgo de rotura y de envenenamiento por mercurio. Se debe realizar con termómetros digitales que dispongan de un aplicador lo suficientemente alargado para su introducción rectal.
- Rectoscopia o proctoscopia: es la introducción de un endoscopio por el ano, para visualizar el interior del recto.